# 华为Nova 2
华为Nova 2是由华为公司设计和销售的智能手机，也是华为Nova的换代产品，包括Nova 2和Nova 2 Plus两个版本，于2017年5月26日发布。
Nova 2以拍照功能为主打，手机除提供双摄像头和前置高清摄像头外，还提供手势拍照功能。由于手机拥有独特的外观设计，因而被称为“华为高颜值手机”。

## 发布
2017年5月11日，华为官方微博发布海报，根据海报透露的消息，华为将在5月26日发布Nova 2系列新品。根据海报上的自拍形象来看，当时媒体认为Nova 2启用了新的代言人，但没有相关消息。5月26日，Nova 2系列在湖南长沙芒果馆·湖南国际会展中心正式发布，华为消费者业务手机产品线总裁何刚担任发布会主持，现场讲解产品。

## 特征

### 硬件
华为Nova 2延续Nova系列简洁、时尚的风格设计，在前代型号设计的基础上进行优化。该机以“极光”作为设计灵感，以多种金属质感对应极光的多种形态，突出了大自然的神秘和炫丽的特色。整机采用了统一的正圆形及跑道圆元素设计，背部则采用上下对称、同色的弧顶天线，电源按键则采用波浪纹。在外观方面，华为 Nova 2和Nova 2 Plus分别采用了5英寸和5.5英寸的1080P Full Incell屏幕，机身采用了2.5D弧形玻璃的设计，手机的指纹识别器位于机身背面。两款手机均搭载了华为自家16nm制程的海思麒麟659处理器，Nova 2配备了4GB运行内存和64GB存储空间，而Nova 2 Plus则配备了4GB运行内存以及128GB存储空间。
拍照方面，Nova 2配备1300+800万后置双摄像头，采用F1.8大光圈，以广角镜头与长焦镜头互相配合，可实现光学变焦，并提供更好的夜拍效果。同时支持美颜功能以及“先拍照后对焦”功能。而前置摄像头则为2000万像素，同时采用LCD智能补光、美颜4.0等技术提升暗光自拍和自然美颜效果，并提供前置人像模式背景虚化。该机还加入了手势拍照功能，并搭载3D动态全景模式，同时支持360相机配件。音效上，Nova 2采用Hi-Fi专业芯片，同时集成了HUAWEI Histen的音效算法和3D环绕音效。在续航能力上，Nova 2采用智能省电5.0技术，与上一代机型Nova相比，平均可延长2-3小时使用时间。
Nova 2和Nova 2 Plus共有五种颜色可供选择，分别是玫瑰金、曜石黑、流光金、极光蓝和草木绿。

### 软件
Nova 2搭载基于Android 7.0 Nougat的EMUI 5.1系统。该系统采用人工智能算法，拥有感知学习模型，可准确预测85%以上的用户行为。华为官方宣称系统可长时间使用不卡顿。

## 销售与推广
华为Nova 2于2017年5月26日18:08在华为商城、天猫华为官方旗舰店、京东、苏宁易购等电商平台，华为授权体验店、苏宁、迪信通、国美、乐语等线下零售门店开启预约，并于6月16日10:08开售。该机在中国区的代言人仍为张艺兴和关晓彤。

## 评价
据凤凰科技评价称，华为Nova 2 Plus在各方面都有了极大的提升，并表示“相信nova 2 Plus会是中端手机市场中的不可忽视的存在”；另据手机中国的评测报告称：“纵观市场上火爆一时的美拍手机，外形青春靓丽、自拍和拍照给力、性能体验不俗等是绝对的共同点。而这些在HUAWEI nova 2 Plus上体现得淋漓尽致，甚至它还能多给你Hi-Fi级的音质、给力的续航以及国际级的品牌因素。”而快科技的评价称“多彩外观、拍照好看、续航给力这几个点都迎合了年轻用户的需求，是中端市场不可忽视的存在”。
另一方面，Stuff.tv认为这款手机与iPhone 7十分类似，虽然还没到克隆品的程度，但也可以说是廉价的“替代品”。Digital Trends则表示，该手机缺乏亮点功能，可能会与华为荣耀或其他品牌陷入激烈竞争。